# Jari-vamsa
El Jari-vamsa (hacia el siglo I d. C.) es una importante obra de la literatura en sánscrito. Forma parte del texto épico Majábharata (siglo III a. C.).
- harivaṃśa, en el sistema AITS (alfabeto internacional para la transliteración del sánscrito).
- हरिवंश, en escritura devanagari del sánscrito.
- Pronunciación: /jári vámsha/.[1]
- Etimología: ‘el linaje de Krisná’, siendo hári: ‘el que quita [el mal]’, nombre del dios Visnú y del dios Krisná; y vamshá: ‘caña de bambú’, ‘genealogía’ (por el parecido gráfico con las ramificaciones de una caña de bambú, así como un pedigrí ―‘pie de grulla’― tiene derivaciones que se parecen a la pata de una grulla).[1]

En inglés se puede ver escrito Harivamsa.

## Contenido
El texto es complejo y contiene partes que pueden remontarse al siglo I y II d. C.[cita requerida]
Tiene un total de 16 375 shloka (‘versos’).
La mayor parte del texto deriva de dos tradiciones:
- la tradición pancha-lakshana (‘cinco características’), que se refiere a las cinco partes de cada uno de los Puranas (libros de historias), una de las cuales es la genealogía (vamsá), siendo las otras la descripción mítica de la creación del mundo, su destrucción y renacimiento, la genealogía de dioses y patriarcas, el reinado de los Manus, y las leyendas de la dinastía solar y la lunar.
- varias historias sobre Krisná como pastor. Esta última parte sería la fuente más antigua de los primeros años de la vida del dios como niño y adolescente, y sus relaciones con las gopis (pastoras) de su pueblo, presentándolo como un héroe tribal.

## Traducciones
Existen traducciones del Jari-vamsa en varios idiomas vernáculos indios, inglés, francés y ruso.

## En el yainismo
También existen Hari-vamsas yainas en varios idiomas, que presentan las tradiciones yainas de la historia de Krisná.